# Рај (ТВ филм)
Рај  је југословенски телевизијски филм из 1993. године. Режирао га је Петар Зец који је адаптирао сценарио према мотивима прозе Милоша Црњанског.